# شانشو
شانشو هي إحدى قرى الجنوب التونسي وتتبع إداريا معتمدية الحامة من ولاية قابس. وتقع على الطريق الرابطة بين مدينتي الحامة وقابس.